# Aphelinoidea howardii
Aphelinoidea howardii is een vliesvleugelig insect uit de familie Trichogrammatidae. De wetenschappelijke naam is voor het eerst geldig gepubliceerd in 1912 door Alexandre Arsène Girault.